# Diecéze Castello
Diecéze castellská je titulární diecéze římskokatolické církve.  

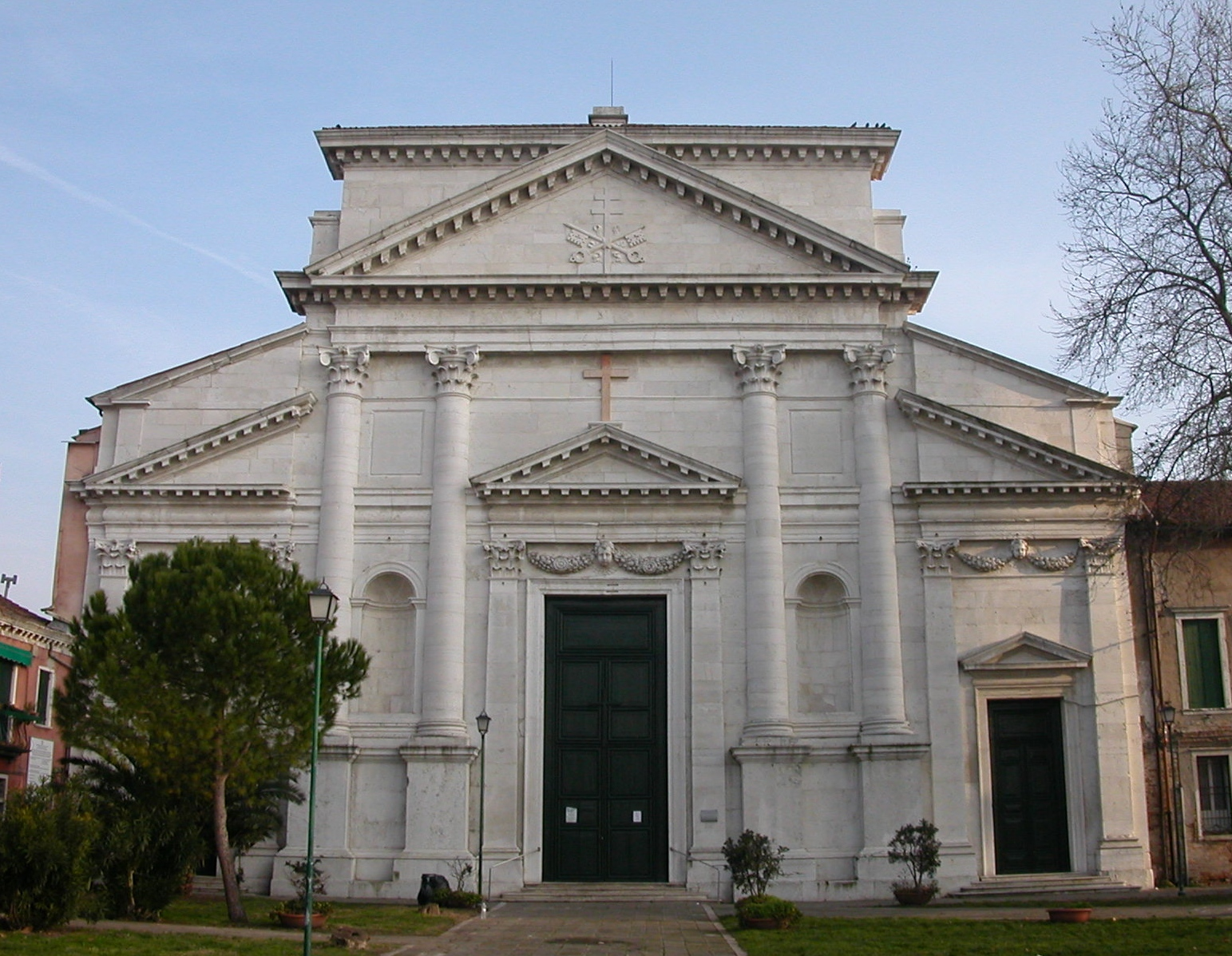
Bazilika San Pietro di Castello - katedrála zaniklé diecéze

## Historie
San Pietro Castello (dříve: Olivolo) je ostrov v benátské laguně, kde mezi lety 774-776 vznikla diecéze. Tato oblast byla jedním z center osídlení, která při vzniku Benátek hrála významnou roli. Z ostrova se brzy stalo centrum benátské oblasti (sestiere) Castello, a proto se i diecéze Oliviolo začala na počátku 12. století jmenovat Castellská. Od počátku měla spory s gradským patriarchátem, které trvaly až do roku 1451, kdy po zrušení jak diecéze castellské, tak patriarchátu gradského byl zřízen Benátský patriarchát. V roce 1969 byla diecéze obnovena jako titulární.

## Titulární biskupové
| hodnost          | jméno                | úřad                                                | od            | do    |
| ---------------- | -------------------- | --------------------------------------------------- | ------------- | ----- |
| titulární biskup | Ángel Pérez Cisneros | biskup-koadjutor v arcidiecézi méridské (Venezuela) | 1969          | 1972  |
| titulární biskup | Pierluigi Sartorelli | Apoštolský nuncius                                  | 1972          | 1996  |
| titulární biskup | Gianni Danzi         | kuriální biskup                                     | 1996          | 2005  |
| titulární biskup | Charles Daniel Balvo | Apoštolský nuncius                                  | 1. duben 2005 | dosud |